# Guanzi (muziekinstrument)
Een guanzi is een Chinese dubbelriet aerofoon, meestal gemaakt uit ebbenhout, palissander of rood sandelhout, met metalen ringen om de uiteinden, als decoratie. In tegenstelling tot de westerse hobo of de Chinese suona, heeft de guanzi een cilindrische boring, wat deels het klarinet-achtige timbre verklaart. Het riet is vrij hard vergeleken met een hobo-riet. Het instrument heeft 7 gaten aan de voorkant, en 1 of 2 duimgaten (1 komt het meeste voor). De guanzi wordt gemaakt in verschillende groottes en toonsoorten (lage F, G, A, Bb en sopraan in D), grotendeels tussen de 25 en 30 centimeter lang. Sommige moderne guanzi hebben kleppen, om het makkelijker te maken om in verschillende toonsoorten te spelen. In de oudheid heette het instrument bili (traditioneel: 篳篥, vereenvoudigd: 筚篥), en deze term wordt nog steeds in noord China als synoniem gebruikt, hoewel de bili een zachter riet heeft. De guan of houguan (喉管) is gemaakt van bamboe, in 3 verschillende toonsoorten, en wordt in Kantonese muziek gebruikt. De meeste bamboe versies van hougan en bili worden tegenwoordig als primitieve volksmuziekinstrumenten beschouwd.

## Geschiedenis
Het is aannemelijk dat de bili afstamt van de Armeense duduk, en andere cilindrische dubbelrieten uit het Midden-Oosten, die over de Zijderoute gereisd hebben tijdens de Sui-dynastie (580-618 AD). De bili werd tijdens de Tang-dynastie (618-906 AD) gebruikt in hoforkesten, en reisde door de regio, en werd de Koreaanse piri en Japanse hichiriki. In de Song-dynastie (960-1279) werd de bili het belangrijkste instrument in hoforkesten, vergelijkbaar met de positie van de hichiriki in gagaku orkesten in Japan. In dezelfde periode verdwenen deze hoforkesten, en de bili werd enkele eeuwen later een volksmuziekinstrument in zuid China. Ook in de Song-dynastie werden de eerste bili van hout gemaakt, meestal van rood [sandelhout], en de naam guanzi werd in gebruik genomen.